# 2003 WW188
2003 WW188, também escrito como 2003 WW188, é um objeto transnetuniano que está localizado no Cinturão de Kuiper, uma região do Sistema Solar. Este corpo celeste é classificado como um cubewano. Ele possui uma magnitude absoluta de 7,4 e tem um diâmetro estimado com 146 km.

## Descoberta
2003 WW188 foi descoberto no dia 21 de novembro de 2003 pelo astrônomo Marc W. Buie.

## Órbita
A órbita de 2003 WW188 tem uma excentricidade de 0,077 e possui um semieixo maior de 44,253 UA. O seu periélio leva o mesmo a uma distância de 40,865 UA em relação ao Sol e seu afélio a 47,642 UA.